# Хибърниънс Граунд (стадион)
„Хибърниънс Граунд“ е многофункционален стадион в град Паола, Малта.
Построен е през 1986 г. Разполага с капацитет от 2968 места. Приема домакинските мачове на местния футболен отбор ФК „Хибърниънс“. Той стана първият малтийски клуб, който има собствен футболен терен. Независимо от това, Хибърниънс играе повечето от своите мачове в лигата на Националния стадион на Малта, тъй като почти всички мачове от Висшата лига на Малта се играят там.
Хибърниънс изиграха първия си европейски мач на този терен на 23 юли 1996 г., когато играха срещу Уралмаш Екатеринбург в Купата на Интертото, губейки мача с 2-1.